# Diocesi di Arras

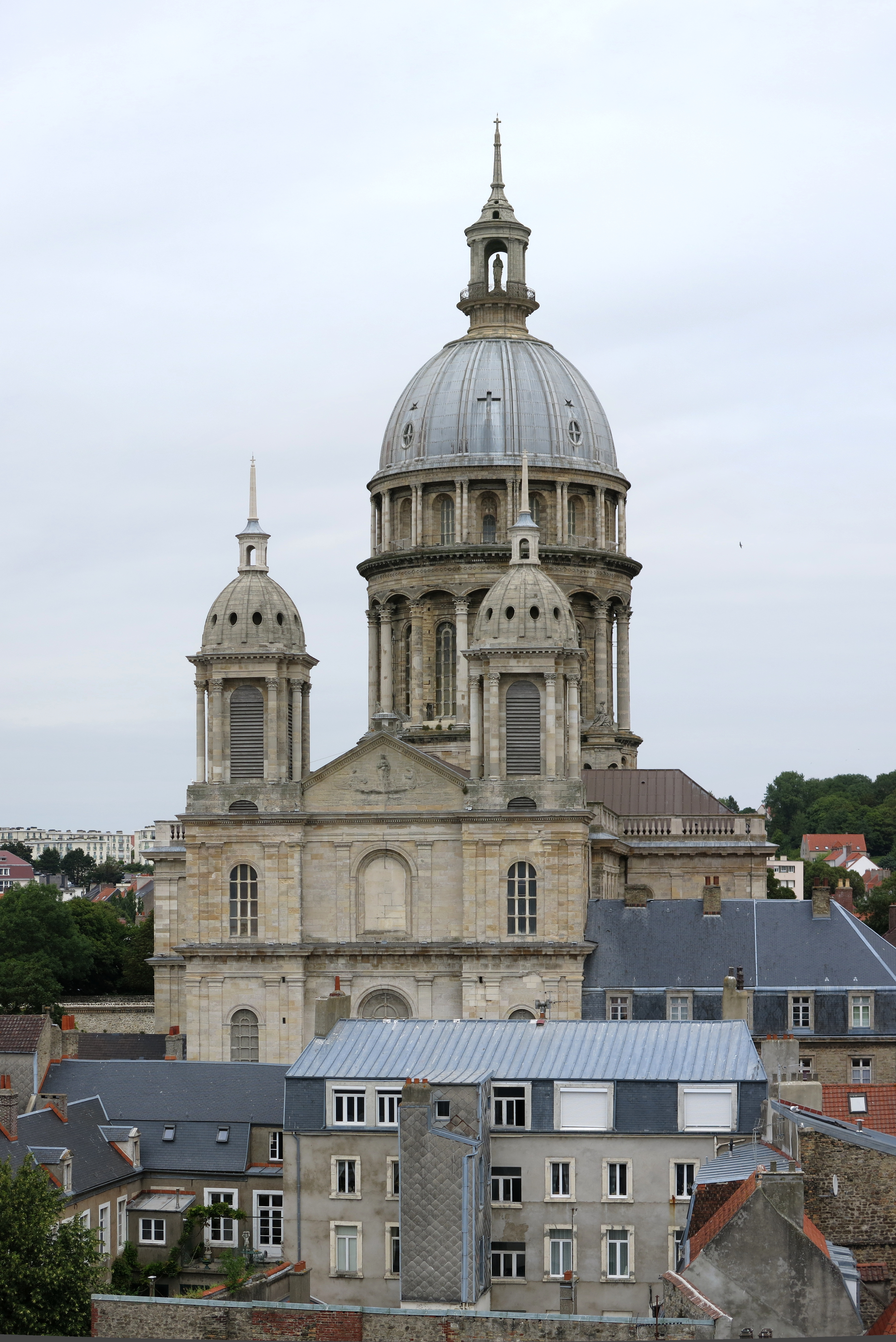
La basilica dell'Immacolata Concezione di Boulogne-sur-Mer, edificata in stile neoclassico nell'Ottocento sul luogo dell'antica cattedrale, distrutta durante la rivoluzione francese.

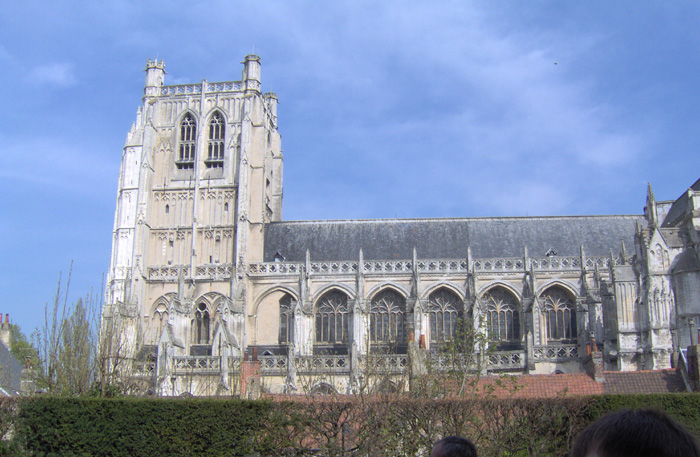
L'ex cattedrale di Nostra Signora dei Miracoli a Saint-Omer.

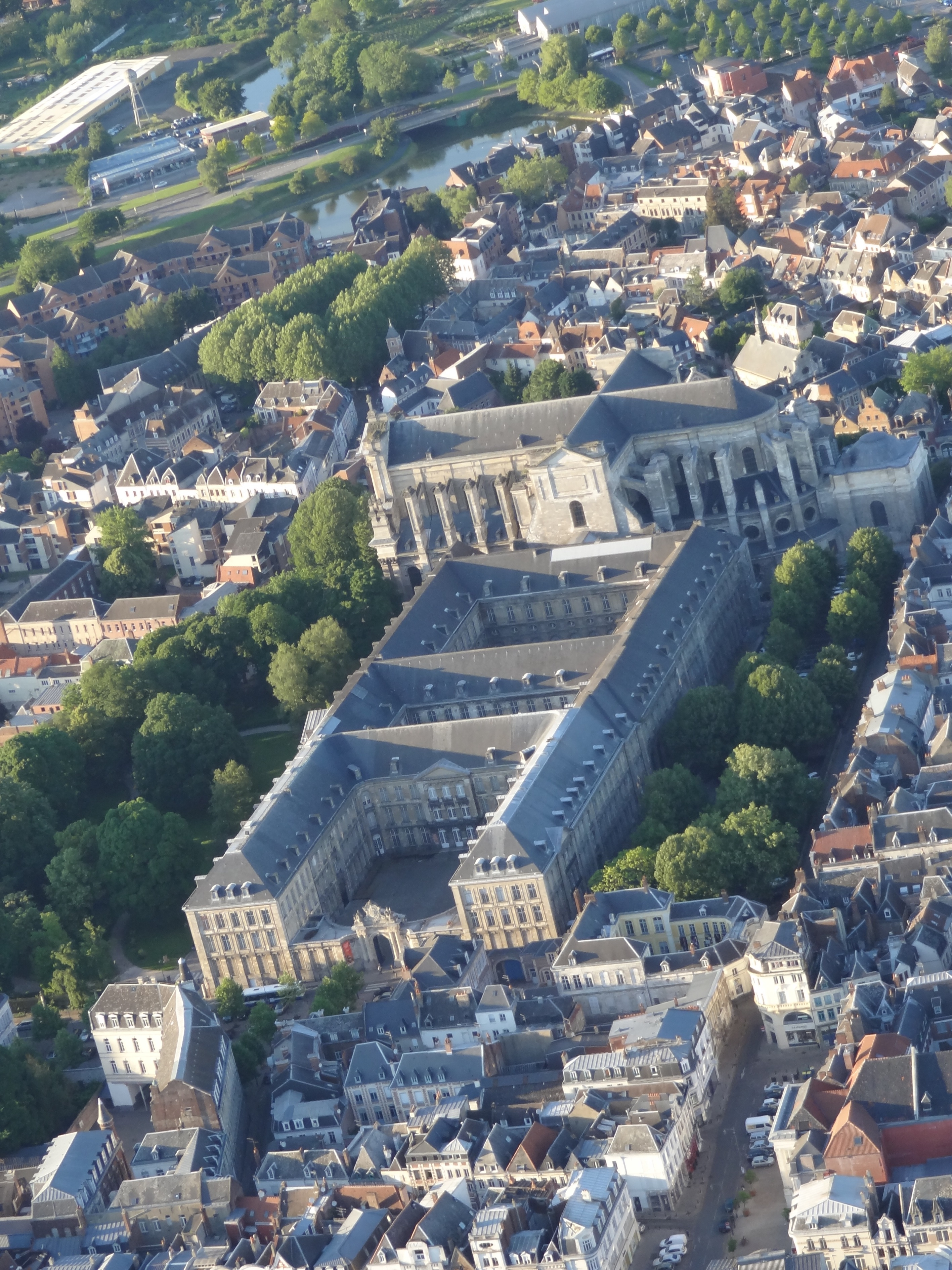
L'ex abbazia di San Vaast, fondata nel VII secolo e ricostruita a partire dal 1745, è oggi sede del museo delle Belle Arti della città.

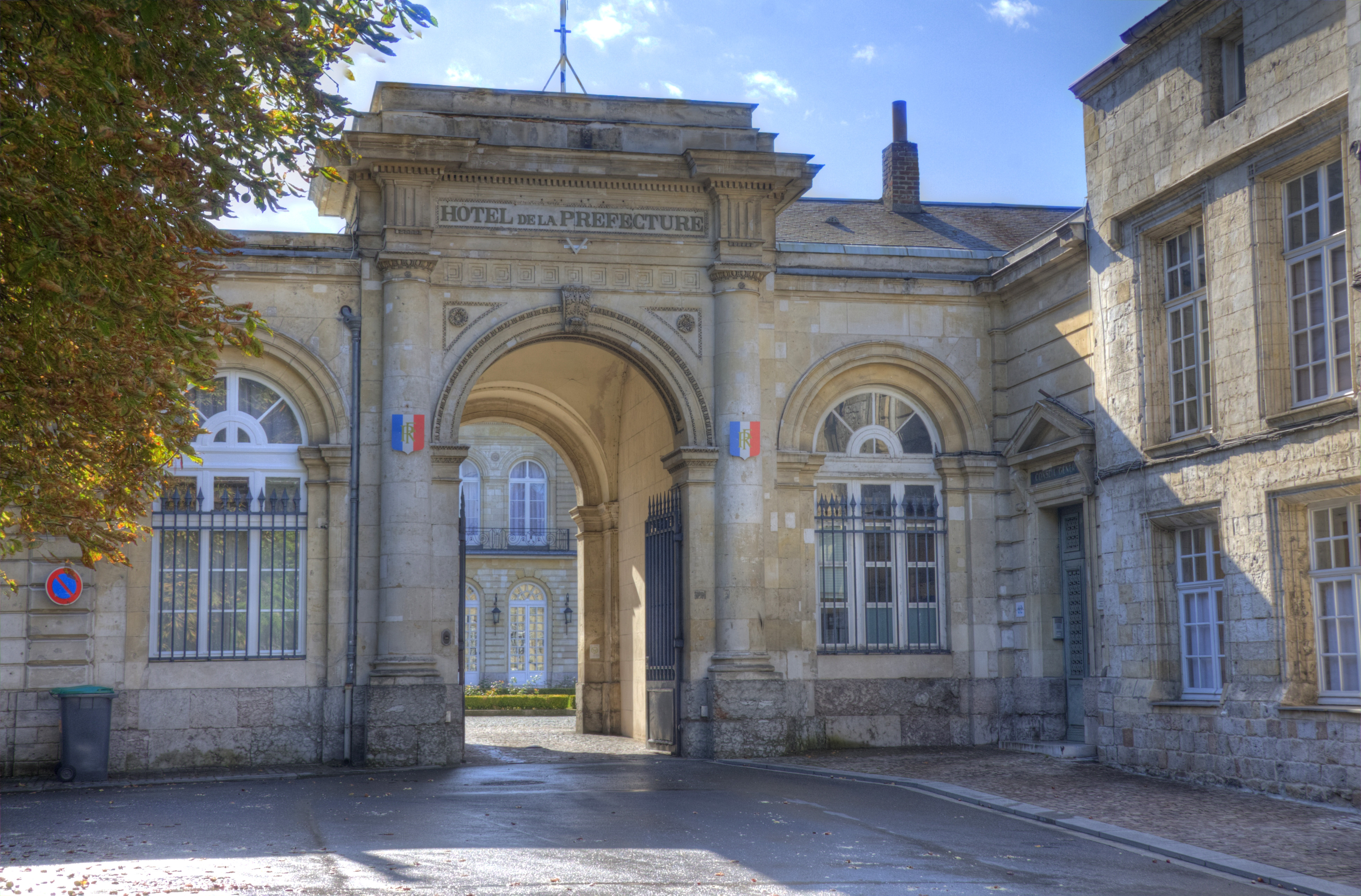
L'entrata dell'ex palazzo episcopale di Arras, costruito nel 1770, è oggi sede della prefettura del Passo di Calais.

La diocesi di Arras (in latino Dioecesis Atrebatensis) è una sede della Chiesa cattolica in Francia suffraganea dell'arcidiocesi di Lilla. Nel 2022 contava 1.149.680 battezzati su 1.491.710 abitanti. È retta dal vescovo Olivier Leborgne.
Dal 1853 ai vescovi di Arras è concesso di portare il titolo di "vescovi di Saint-Omer e di Boulogne" (Audomarensis et Bononiensis).

## Territorio
La diocesi comprende il dipartimento francese del Passo di Calais.
Sede vescovile è la città di Arras, dove si trova la cattedrale di Nostra Signora e di San Vedasto.  Nel territorio diocesano sorgono due basiliche minori: la basilica della Beata Vergine Maria e a Sant'Audomaro, ex cattedrale della diocesi di Saint-Omer, e la basilica dell'Immacolata Concezione a Boulogne-sur-Mer, costruita nell'Ottocento sul luogo dell'antica cattedrale della diocesi di Boulogne distrutta durante la rivoluzione francese.
Il territorio si estende su 6.671 km² ed è suddiviso in 89 parrocchie, raggruppate in 10 decanati: Artois, Sept-vallées -Ternois, Berck-Montreuil, Lens-Liévin, Hénin-Carvin, Béthune-Bruay, Pays de la Lys, Morinie du Boulonnais e Calaisis.

## Storia
La diocesi di Arras fu eretta in epoca antica. La tradizione riconosce come primo vescovo e fondatore san Vedasto (noto anche come Gastone), nella prima metà del VI secolo.
Secondo lo storico Louis Duchesne, in base ad un'altra tradizione attestata nel XII secolo, il territorio del popolo degli Atrebati sarebbe stato evangelizzato nel V secolo da san Diogene, inviato dal papa, che avrebbe subito il martirio durante l'invasione dei Vandali. Secondo lo storico bretone, è probabile perciò che la fondazione della diocesi sia da anticipare di almeno un secolo, forse già alla fine del IV secolo. In seguito, a causa delle distruzioni causate dal passaggio dei popoli germanici, la vita cristiana scomparve e venne restaurata da san Remigio di Reims, con l'invio del vescovo san Vedasto, il primo vescovo con cui iniziano le liste episcopali medievali.
Fin dall'inizio, Arras era suffraganea dell'arcidiocesi di Reims. Il secondo successore di san Vedaasto, Vedulfo, trasferì la sede a Cambrai. Questo trasferimento fu riconosciuto dal re dei Franchi Childeberto II, quando si trattò di installare a Cambrai il successore di Vedulfo, san Gaugerico, tra il 584 ed il 590. Da questo momento i vescovi di Cambrai governarono anche la città e il territorio di Arras, con l'obbligo di sedere sulla cattedra di Arras una volta all'anno, come documenta il sinodo di Cambrai del 1025.
Nello stesso anno ad Arras erano presenti alcuni predicatori eretici, laici analfabeti di origine italiana, che negavano l'utilità dei sacramenti, accettavano il solo Vangelo e sostenevano che la salvezza si ottenesse non per grazia, ma per i meriti delle proprie buone opere. Furono arrestati dal vescovo e il sinodo li convinse del proprio errore, lasciandoli liberi dopo che ebbero rinnegato quanto predicavano.
L'unione con Cambrai durò fino al 23 marzo 1094, quando le due sedi furono separate con la bolla Liquet sanctorum canonum di papa Urbano II. Il concilio di Clermont del 1095 confermò la separazione delle due diocesi.
Il 12 maggio 1559, con la riorganizzazione ecclesiastica dei Paesi Bassi spagnoli, entrò a far parte della provincia ecclesiastica di Cambrai. Arras era compresa tra le diocesi di Saint-Omer, Ypres, Tournai, Cambrai, Noyon, Amiens e Boulogne.
Nella seconda metà del XVI secolo i vescovi di Arras si dovettero impegnare per frenare il diffondersi delle idee calviniste e degli ugonotti olandesi. Si distinsero in particolare François Richardot (1561-1574), uno dei fautori della fondazione dell'università di Douai, e Mathieu Moulart (1577-1600), che vi fondò il seminario vescovile.
Nella lotta tra Spagnoli e Francesi per la conquista della città e del territorio di Arras, la diocesi visse un lungo periodo di sede vacante, tra il 1635 e il 1668. Il re spagnolo nominò due vescovi, Nicolas Dufiff e Jean-Pierre Camus, i quali però non poterono prendere possesso della loro sede perché occupata dalle truppe francesi. A sua volta, il re francese nominò come vescovo Étienne Moreau nel 1656, il quale però ottenne la conferma della Santa Sede solo nel 1668, perché i re francesi non avevano, fino a quel momento, il diritto di nomina dei vescovi di Arras.
Nel 1670 fu nominato vescovo Guy de Sève de Rochechouart, che dette inizio al più lungo episcopato nella storia della diocesi, che durò fino al 1724, per un totale di 54 anni. Rochechouart fu uno dei vescovi favorevoli al giansenismo e tra quelli che rifiutarono di sottoscrivere la bolla Unigenitus Dei Filius, con le quali furono condannate le idee di Giansenio. Nel 1677 fondò il seminario ad Arras.
Nel XVII secolo la diocesi era suddivisa in 2 arcidiaconati, Artois e Ostrevent. Il numero dei decanati variarono col tempo: all'inizio erano 12, poi passarono a 16 nel e nel 1778 scesero ancora a 12, suddivisi in 34 distretti.
Nel Settecento furono ricostruite sia l'abbazia di San Vedasto che la cattedrale, ultimata nel 1833.
In seguito al concordato, con la bolla Qui Christi Domini di papa Pio VII del 29 novembre 1801 i confini della diocesi di Arras furono fatti coincidere con quelli del dipartimento del Passo di Calais. Ciò comportò un notevole scambio di territorio con le diocesi confinanti. Cedette un centinaio di parrocchie alla diocesi di Cambrai e 10 alla diocesi di Amiens, e ne acquisì 36 da Cambrai, 88 da Amiens, 4 da Tournai, 1 da Noyon, 48 dalla soppressa diocesi di Saint-Omer e l'intero territorio della diocesi di Boulogne, ugualmente soppressa, pari a 394 parrocchie. La nuova diocesi di Arras comprendeva quasi 900 parrocchie, il doppio di quelle che aveva prima della rivoluzione francese.
La bolla del 1801 aveva inserito Arras nella provincia ecclesiastica di Parigi. Tuttavia, il 1º ottobre 1841 ritornò ad essere suffraganea dell'arcidiocesi di Cambrai.
Il 23 novembre 1853 il vescovo di Arras ottenne il diritto di aggiungere al proprio titolo quelli delle due diocesi soppresse di Saint-Omer e di Boulogne.
Il 30 marzo 2008 è divenuta suffraganea della nuova sede metropolitana di Lilla.

## Cronotassi dei vescovi
Si omettono i periodi di sede vacante non superiori ai 2 anni o non storicamente accertati.
- Diogene ? † (prima metà del V secolo)
- San Vedasto (Vaast) † (prima metà del VI secolo)
- San Domenico †
- San Vedulfo †
  - Sede unita a Cambrai (VI secolo-1093)
- Lambert † (19 marzo 1094 consacrato[6] - 17 maggio 1115 deceduto)
- Robert † (1115 - febbraio 1131 deceduto)
- Alvise † (1131 - 1148 deceduto)
- Godescalc † (1150 - 1161 dimesso)
- André de Paris † (1161 - 1173 deceduto)
  - Robert d'Aire † (1173 - 4 ottobre 1174 deceduto) (vescovo eletto)[7]
- Fremold † (1174 - 1183 deceduto)
- Pierre I † (1184 - 1203 deceduto)
- Raoul de Neuville † (ottobre 1203 - 26 marzo 1221 deceduto)
- Ponce † (1221 - settembre 1231 deceduto)
- Asson † (1231 - 27 marzo 1245 deceduto)
- Fursy † (1245 - 1º aprile 1247 deceduto)
- Jacques de Dinant † (4 ottobre 1247 - 17 aprile 1259 dimesso)
- Pierre de Noyon † (1259 - 5 settembre 1280 dimesso)
- Guillaume d'Isy † (15 giugno 1282 - 23 settembre 1293 deceduto)
- Jean Lemoine † (1293 - 18 settembre 1294 dimesso, divenuto cardinale presbitero dei Santi Marcellino e Pietro)
- Gerardo, † (28 marzo 1295 - dopo il 18 febbraio 1316 deceduto)
- Bernard † (24 novembre 1316 - 1320 deceduto)
- Pierre de Chappes † (29 novembre 1320 - 21 maggio 1326 nominato vescovo di Chartres)
- Jean du Plessis-Pasté † (21 maggio 1326 - 23 dicembre 1327 nominato vescovo di Chartres)
- Thierry de Hérisson † (27 gennaio 1328 - 1328 deceduto)
- Pierre Roger de Beaufort-Turenne, O.S.B. † (3 dicembre 1328 - 24 novembre 1329 nominato arcivescovo di Sens, poi eletto papa con il nome di Clemente VI)
- Andrea Ghilini † (18 dicembre 1329 - 12 settembre 1334 nominato vescovo di Tournai)
- Jean Mandevilain † (12 settembre 1334 - 15 febbraio 1339 nominato vescovo di Châlons)
- Pierre Bertrand il Giovane † (15 marzo 1339 - 19 maggio 1344 dimesso)
- Jean Galvan † (28 febbraio 1344 - 1348 deceduto)
- Aimery de Beaufort † (13 giugno 1348 - 6 ottobre 1361 deceduto)
- Gérard de Dainville † (17 novembre 1361 - 11 ottobre 1368 nominato vescovo di Thérouanne)
- Adhémar Robert † (11 ottobre 1368 - 6 giugno 1371 nominato vescovo di Thérouanne)
- Hugues Faydit † (6 giugno 1371 - 1372 deceduto)
- Pierre Masuyer † (21 luglio 1374 - 1391 deceduto)
  - Jean † (1391 - 1392 deceduto) (vescovo eletto)
- Jean Canard † (6 settembre 1392 - 7 ottobre 1407 deceduto)
- Martin Poré, O.P. † (24 novembre 1407 - 6 settembre 1426 deceduto)
- Hugues de Cayeu † (16 dicembre 1426 - 13 gennaio 1438 deceduto)
- Quentin Ménard † (1438 - 23 settembre 1439 nominato arcivescovo di Besançon)
- Fortigario di Piacenza † (23 settembre 1439 - 21 febbraio 1453 deceduto)
- Jaime de Portugal † (23 marzo 1453 - 30 aprile 1453 nominato arcivescovo di Lisbona)
- Jean Jouffroy, O.S.B.Clun. † (30 aprile 1453 - 10 dicembre 1462 nominato arcivescovo di Albi)
- Pierre de Ranchicourt † (17 aprile 1463 - 26 agosto 1499 deceduto)
- Antoine d'Albone, O.S.B. † (13 gennaio 1500 - 1501 dimesso)
- Nicolas Le Ruistre † (16 febbraio 1502 - 5 novembre 1509 deceduto)
- François de Melun † (15 luglio 1510 - 26 novembre 1516 nominato vescovo di Thérouanne)
- Philippe de Luxembourg † (26 novembre 1516 - 10 marzo 1518 dimesso)
  - Pietro Accolti d'Arezzo † (10 marzo 1518 - 10 aprile 1523 dimesso) (amministratore apostolico)
- Eustache de Croy † (8 settembre 1523  - 3 ottobre 1538 deceduto)
- Antoine Perrenot de Granvelle † (29 novembre 1538 - 10 marzo 1561 nominato arcivescovo di Malines)
- François Richardot † (10 marzo 1561 - 26 luglio 1574 deceduto)
- Mathieu Moulart, O.S.B. † (24 maggio 1577 - 11 luglio 1600 deceduto)
- Jean du Ploich † (10 settembre 1601 - 1º luglio 1602 deceduto)
- Jean Richardot † (30 aprile 1603 - 17 agosto 1609 nominato arcivescovo di Cambrai)
- Hermann Ottemberg † (24 novembre 1610 - 23 maggio 1626 deceduto)
- Paul Boudot † (8 febbraio 1627 - 11 novembre 1635 deceduto)
  - Sede vacante (1635-1668)
  - Nicolas Dufiff † (1636 - 21 ottobre 1651 deceduto) (vescovo eletto)
  - Jean-Pierre Camus † (1651 -  26 aprile 1652 deceduto) (vescovo eletto)
- Étienne Moreau † (3 settembre 1668[8] - 9 gennaio 1670 deceduto)
- Guy de Sève de Rochechouart † (28 luglio 1670 - 27 dicembre 1724 deceduto)
- François de Baglion de la Salle † (16 dicembre 1726 - 14 marzo 1752 deceduto)
- Jean de Bonneguise † (25 settembre 1752 - 28 febbraio 1769 deceduto)
- Louis-François-Marc Hilaire de Conzié † (21 agosto 1769 - 17 dicembre 1804 deceduto)[9]
- Hugues-Robert-Jean-Charles de la Tour d'Auvergne-Lauraquais † (6 maggio 1802 - 20 luglio 1851 deceduto)
- Pierre-Louis Parisis † (5 settembre 1851 - 5 marzo 1866 deceduto)
- Jean-Baptiste-Joseph Lequette † (22 giugno 1866 - 13 giugno 1882 deceduto)
- Guillaume-René Meignan † (25 settembre 1882 - 24 marzo 1884 nominato arcivescovo di Tours)
- Désiré-Joseph Dennel † (13 novembre 1884 - 28 ottobre 1891 deceduto)
- Alfred-Casimir-Alexis Williez † (11 luglio 1892 - 25 gennaio 1911 deceduto)[10]
- Emile-Louis-Cornil Lobbedey † (5 maggio 1911 - 24 dicembre 1916 deceduto)
- Eugène-Louis-Ernest Julien † (22 marzo 1917 - 14 marzo 1930 deceduto)
- Henri-Edouard Dutoit † (23 dicembre 1930 - 11 settembre 1945 dimesso[11])
- Victor-Jean Perrin † (3 novembre 1945 - 26 novembre 1961 dimesso[12])
- Gérard-Maurice-Eugène Huyghe † (15 dicembre 1961 - 25 settembre 1984 ritirato)
- Henri-François-Marie-Pierre Derouet † (10 ottobre 1985 - 12 agosto 1998 ritirato)
- Jean-Paul Maurice Jaeger (12 agosto 1998 - 4 settembre 2020 ritirato)
- Olivier Leborgne, dal 4 settembre 2020

## Statistiche
La diocesi nel 2022 su una popolazione di 1.491.710 persone contava 1.149.680 battezzati, corrispondenti al 77,1% del totale.
| anno | popolazione | popolazione | popolazione | presbiteri | presbiteri | presbiteri | presbiteri                | diaconi | religiosi | religiosi | parrocchie |
| anno | battezzati  | totale      | %           | numero     | secolari   | regolari   | battezzati per presbitero | diaconi | uomini    | donne     | parrocchie |
| ---- | ----------- | ----------- | ----------- | ---------- | ---------- | ---------- | ------------------------- | ------- | --------- | --------- | ---------- |
| 1950 | ?           | 1.168.545   | ?           | 1.226      | 1.142      | 84         | ?                         |         | 125       | 1.900     | 831        |
| 1959 | 1.142.150   | 1.276.833   | 89,5        | 1.247      | 1.143      | 104        | 915                       |         | 199       | 1.693     | 1.037      |
| 1970 | ?           | 1.397.159   | ?           | 904        | 859        | 45         | ?                         |         | 230       | 1.407     | 1.020      |
| 1980 | 1.204.000   | 1.421.000   | 84,7        | 891        | 788        | 103        | 1.351                     |         | 148       | 1.202     | 1.025      |
| 1990 | 1.195.000   | 1.425.000   | 83,9        | 693        | 603        | 90         | 1.724                     | 7       | 127       | 912       | 1.043      |
| 1999 | 1.113.000   | 1.454.000   | 76,5        | 487        | 425        | 62         | 2.285                     | 17      | 82        | 708       | 576        |
| 2000 | 1.103.000   | 1.441.568   | 76,5        | 491        | 430        | 61         | 2.246                     | 21      | 81        | 652       | 556        |
| 2001 | 1.102.000   | 1.440.382   | 76,5        | 491        | 432        | 59         | 2.244                     | 23      | 74        | 633       | 556        |
| 2002 | 1.103.000   | 1.441.568   | 76,5        | 447        | 387        | 60         | 2.467                     | 27      | 73        | 610       | 518        |
| 2003 | 1.104.000   | 1.441.568   | 76,6        | 420        | 368        | 52         | 2.628                     | 28      | 65        | 528       | 518        |
| 2004 | 1.104.000   | 1.441.568   | 76,6        | 403        | 346        | 57         | 2.739                     | 28      | 69        | 486       | 567        |
| 2006 | 1.102.567   | 1.439.697   | 76,6        | 370        | 319        | 51         | 2.979                     | 32      | 65        | 463       | 102        |
| 2012 | 1.138.000   | 1.488.951   | 76,4        | 273        | 230        | 43         | 4.168                     | 43      | 52        | 248       | 94         |
| 2015 | 1.148.700   | 1.490.820   | 77,1        | 249        | 206        | 43         | 4.613                     | 50      | 51        | 207       | 92         |
| 2018 | 1.160.010   | 1.505.490   | 77,1        | 200        | 168        | 32         | 5.800                     | 54      | 38        | 164       | 91         |
| 2020 | 1.147.600   | 1.489.000   | 77,1        | 200        | 167        | 33         | 5.738                     | 59      | 41        | 140       | 89         |
| 2022 | 1.149.680   | 1.491.710   | 77,1        | 167        | 141        | 26         | 6.884                     | 63      | 33        | 131       | 89         |